# 樋口雅山房
樋口 雅山房（ひぐち がざんぼう、1941年-）は、日本の書家。北海道出身。前衛的な書道作品を手がけ、多数の文字デザインやアーティストとのコラボレーションによる創作活動を行う現代書家である。札幌市白石区在住。

## 来歴・人物
1941年北海道に生まれる。家は薬屋を営んでいた。書道を習い始めたのは小学1年生の時である。小学生時代は、毎日のように書道展や美術展に通い詰めて過ごした。1957年、北海道札幌東高等学校に入学し、書道部で加納守拙に師事した。前衛的な書を指導していた加納守拙との出会いは、後生まで大きな影響を及ぼすこととなった。また、同じ書道部には阿部典英が在籍していた。この頃、井上有一の作品に出会ったことで、京都で結成された書の前衛派による墨人会に興味をもち、修学旅行で京都を訪れた際、墨人会のリーダーであった森田子龍を訊ねている。
1960年、明治薬科大学進学とともに上京。1966年、墨人賞を受賞し、墨人会会員となる。1980年代に松岡正剛と出会い、1981年から一年間、雑誌『遊』の文字デザインを手がける。その後、山本寛斎、竜童組などのアーティストとのコラボレーションによる作品の他、ポスターや広告などの文字デザインを多数手がけた。1989年には愛知県の真言宗豊山派大善院の襖20枚揮毫、奉納。1994年には、作品「石」がフィンランド大使館に収蔵、1996年にも同じく「石」が神田日勝記念美術館に収蔵される。また2019年にはホテル「ENSO ANGO(現 ザ ジェネラル京都)」の和室、茶室に書作が収蔵されており、2021年現在も精力的に活動を行っている。
NHK教育の通信高校講座などのテレビ番組にも出演、2002年にはUHB-TVのトークDE北海道「佐藤のりゆき＋松山千春」にて書パフォーマンスを行った。
2008年には、映像作家マリー・ホセ・サンピエールにより、樋口の書道作品を題材にした「札幌プロジェクト」が制作された。個展や書パフォーマンスを精力的に展開する他に、書の歴史を独自の視点で考察した「神々の書」「書人のことばに聞く」などの研究発表がある。

## 受賞
- 1962年　墨人東京展　新人賞
- 1963年　第4回北海道書道展墨象部門　特選
- 1965年　墨人京都展　新人賞
- 1965年　墨人巡回展　墨人賞
- 1966年　墨人京都展　墨人賞
- 1968年　第2回日本現代書展　準大勝
- 2024年　北海道文化賞受賞

## 出演番組
- 正月番組・筆で書いてます（NHK総合）
- 通信高校講座「一休」（NHK教育）
- 若い広場「松岡正剛の世界」（NHK教育）
- トークDE北海道「佐藤のりゆき＋松山千春」（UHB）
- D!アンビシャス～熱きどさんこ魂～(STV)
- なぎさのミライ！ドライブ！ティービー(UHB)

## 著書
- 書楽・雅山房の書作 響文社　2003